# Тшцяна (Західнопоморське воєводство)
Тшцяна (пол. Trzciana) — село в Польщі, у гміні Славобоже Свідвинського повіту Західнопоморського воєводства.
У 1975-1998 роках село належало до Кошалінського воєводства.